# Diopsis pollinosa
Diopsis pollinosa är en tvåvingeart som beskrevs av Adams 1903. Diopsis pollinosa ingår i släktet Diopsis och familjen Diopsidae.
Artens utbredningsområde är Zimbabwe. Inga underarter finns listade i Catalogue of Life.